# Студеница (Житомирская область)
Студени́ца (укр. Студениця) — село на Украине, основано в 1583 году, находится в Коростышевском районе Житомирской области.
Население по переписи 2001 года составляет 1437 человек. Почтовый индекс — 12524. Телефонный код — 4130. Занимает площадь 6 км².

## Адрес местного совета
12524, Житомирская область, Коростышевский р-н, с.Студеница